# Винницкий уезд
Ви́нницкий уе́зд — административная единица в составе Подольской губернии, существовавшая c 1795 года по 1923 года. Центр — город Винница.

## История
Уезд образован в 1795 году в составе Брацлавского наместничества. В 1797 году уезд вошёл в состав Подольской губернии. В 1923 году уезд был расформирован, на его территории образован Винницкий район Винницкого округа.

## Население
По переписи 1897 года население уезда составляло 248 314 человек, в том числе в городе Винница — 30 563 жит, в безуездном городе Жмеринка — 11 000 жит.

### Национальный состав
Национальный состав по переписи 1897 года:
- украинцы — 184 847 чел. (74,4 %),
- евреи — 30 742 чел. (12,4 %),
- русские — 17 664 чел. (7,1 %),
- поляки — 12 690 чел. (5,1 %),

## Административное устройство
- Браиловская волость
- Гавришевская волость
- Калиновская волость
- Кутыщанская волость (Малокутыщанская волость, Люлинецкая волость)
- Острожецкая волость
- Пиковская волость
- Станиславчиковская волость
- Стрижавская волость
- Тывровская волость
- Юзвинская волость